# Prisoner of Ice
Prisoner of Ice (aussi publié sous le titre de Call of Cthulhu: Prisoner of Ice) est un jeu vidéo d'aventure sorti en 1995, basé sur l'univers du Mythe de Cthulhu de l'écrivain H.P. Lovecraft, et plus particulièrement sur le roman Les Montagnes hallucinées. Il fait « suite » au jeu Shadow of the Comet, publié en 1993.
Le jeu fut réédité en 1997, pour Sega Saturn et PlayStation, mais exclusivement au Japon.

## Synopsis
Prisoner of Ice se passe dans les années 1930, dans un premier temps en Antarctique. Le joueur incarne un jeune officier américain, le Lieutenant Ryan, affecté au sous-marin britannique HMS Victoria.
Lorsque le jeu débute, le sous-marin navigue en Antarctique afin de sauver un savant norvégien qui a récemment réussi à s'échapper d'une base antarctique allemande (il est mentionné plus tard dans le jeu que cette base a été construite près des ruines anciennes mentionnées dans Les Montagnes hallucinées). Le sous-marin, en plus du savant norvégien, a réceptionné deux mystérieuses caisses, volées à la base nazie. Le savant norvégien, lui, semble en état de choc, ne bredouillant que des propos incompréhensibles, évoquant sous hypnose un certain « Cthulhu ». C'est alors qu'un incendie se déclare à bord...

## Lien avecShadow of the Comet
Le jeu fut publié deux ans après Shadow of the Comet, et ne semble à priori n'avoir aucun lien avec ce dernier (mis à part l'univers lovecraftien). Tard dans le jeu, le personnage principal, le lieutenant Ryan rencontre John Parker, le personnage principal de Shadow of the Comet révélant par là même le lien entre les deux jeux.

## Accueil
- Adventure Gamers : 3,5/5[1]